# 大円寺 (五島市)
大円寺（だいえんじ）は、長崎県五島市大円寺町にある曹洞宗の寺院である。山号は広巌山。本尊は釈迦如来。

## 歴史
この寺は、戦国時代の大永年間（1521年 - 1528年）宇久（五島）盛定がこの地にあった庵を寺に改めて大円寺と号したのに始まると伝えられる。
その後、五島地方における曹洞宗を統括する「録司」の任にあたり、肥前国福江藩（五島藩）の藩主となった五島氏の菩提寺となった。

## 文化財
- 五島家墓所（市指定史跡）